# Pater Noster (Leuchtturm)
Pater Noster ist ein Leuchtturm auf der Schäre Hamneskär, einer der Pater-Noster-Schären, im südlichen Bohuslän in der Nähe von Rönnäng in der Gemeinde Tjörn in Schweden. Der Leuchtturm wurde 1868 aus Eisen errichtet und war bis 1977 in Betrieb. Der Leuchtturm ersetzte ein Leuchtfeuer auf der Festung Carlsten in Marstrand. Von 2002 bis 2007 wurde er umfassend renoviert, seit dem 26. September 2007 ist der Leuchtturm wieder in Betrieb. Der Name „Pater Noster“ soll daher stammen, dass die Pater-Noster-Schären in einem gefährlichen Fahrwasser liegen, wo früher manch ein in Seenot geratener Seemann ein Vaterunser gebetet haben soll.
Die Insel mit dem Leuchtturm liegt nach der Definition der International Hydrographic Organization genau an der Grenzlinie zwischen Skagerrak und Kattegat.
Der Leuchtturm steht seit 2015 als Byggnadsminne unter Denkmalschutz.

## Sonstiges
Das Internationale Göteborg-Filmfestival machte im Jahr 2021 ein besonderes Angebot, nämlich, das gesamte Festivalprogramm auf der Schäre zu sehen. Dieses Angebot richtete sich allerdings nur an eine einzelne Person, die dann für sieben Tage allein auf der Insel blieb. Damit sollte ironisch auf die Einschränkungen während der COVID-19-Pandemie in diesem Jahr angespielt werden.